# Division I 1953-1954
La Division I 1953-1954 è stata la 51ª edizione della massima serie del campionato belga di calcio disputata tra il 6 settembre 1953 e il 23 maggio 1954 e conclusa con la vittoria del R.S.C. Anderlecht, al suo quinto titolo.

## Formula
Come nella stagione precedente le squadre partecipanti furono 16 e disputarono un turno di andata e ritorno per un totale di 30 partite.
Le ultime due classificate vennero retrocesse in Division 2.

## Classifica finale
| Pos. | Squadra                     | G  | V  | N  | P  | GF | GS | Punti |
| ---- | --------------------------- | -- | -- | -- | -- | -- | -- | ----- |
| 1    | R.S.C. Anderlecht           | 30 | 14 | 7  | 9  | 76 | 51 | 37    |
| 2    | KV Mechelen                 | 30 | 12 | 6  | 12 | 47 | 41 | 36    |
| 3    | La Gantoise                 | 30 | 13 | 7  | 10 | 65 | 47 | 36    |
| 4    | R. Beerschot AC             | 30 | 13 | 8  | 9  | 54 | 40 | 35    |
| 5    | R.F.C. de Liège             | 30 | 15 | 11 | 4  | 68 | 51 | 34    |
| 6    | K.R.C. Mechelen             | 30 | 11 | 10 | 9  | 55 | 55 | 31    |
| 7    | Anversa                     | 30 | 12 | 11 | 7  | 49 | 50 | 31    |
| 8    | Lierse S.K.                 | 30 | 13 | 12 | 5  | 47 | 45 | 31    |
| 9    | Olympic Charleroi           | 30 | 11 | 11 | 8  | 54 | 55 | 30    |
| 10   | R. Charleroi S.C.           | 30 | 10 | 12 | 8  | 41 | 49 | 28    |
| 11   | K Berchem Sport             | 30 | 11 | 13 | 6  | 38 | 53 | 28    |
| 12   | Tilleur f.c.                | 30 | 12 | 14 | 4  | 48 | 50 | 28    |
| 13   | Standard Liegi              | 30 | 9  | 12 | 9  | 49 | 55 | 27    |
| 14   | Royale Union Saint-Gilloise | 30 | 9  | 12 | 9  | 52 | 60 | 27    |
| 15   | Daring Bruxelles            | 30 | 11 | 15 | 4  | 49 | 61 | 26    |
| 16   | KM Lyra                     | 30 | 2  | 17 | 11 | 30 | 59 | 15    |

G = Partite giocate; V = Vittorie; N = Nulle/Pareggi; P = Perse; GF = Goal fatti; GS = Goal subiti; 